# The Good The Bad and The Zugly
The Good The Bad and The Zugly és una banda noruega de punk que s'inicià a Hadeland l'any 2011. El so de la banda s'ha comparat amb Turboneger i Anal Banes, i ha guanyat premis com el Spellemannprisen 2018 a la millor banda de rock amb el seu àlbum Hadeland Hardcore.
El 16 de juliol de 2018, el cantant Erlend Hjelvik de Kvelertak anuncià que abandonaria la banda i seria reemplaçat per Ivar Nikolaisen, cantant de Silver, notícia que s'anunciaria definitivament el 20 de juliol següent. Nololaisen ja havia participat com a cantant convidat per Kvelertak al senzill «Blodtørst».

## Membres
- Eirik Melstrøm (guitarra)
- Kim Skaug (guitarra)
- Magne Vannebo (bateria)
- Lars Gulbrandsen (baix)
- Ivar Nikolaisen (veu)

## Discografia

### Àlbums
- Anti World Music, Fysisk Format, 2013
- Hadeland Hardcore, Fysisk Format, 2015
- The Worst Four Years (Komp.), Fysisk Format, 2017
- Misanthropical House, Fysisk Format, 2018
- Algorithm & Blues 2019, Fysisk Format, 2019

### Senzills i EP
- «Sitter Fast I Hælvete», No Fucking Hippies, 2011
- «The Mormones - Heavy Metal Kid» / 140 MPH (7"), Big Dipper Records, 2012
- «Göttemia - Oslo Theme» (7", Ltd, Num, Whi), Drepe Mennesker Records, 2012
- «Brainbomb» / Killing Time (7"), Fysisk Format, 2012
- «Roy D Stroy Split /w He Who Cannot Be Named» (split), Fysisk Format, 2018
- «Going Postal« (split amb Hip Priests), Fysisk Format, 2021
- «Abscession» (7"), 2021